# Заречье (Новоржевский район)
Заречье — деревня в Новоржевском районе Псковской области России. Входит в состав  Выборской волости.
Расположена в 37 км к северо-востоку от города Новоржев на реке Севка.

## Население
| 2001 | 2002 | 2010 |
| ---- | ---- | ---- |
| 192  | ↘152 | ↘110 |

Численность населения деревни по состоянию на конец 2000 года составляла 192 жителя.

## История
С 1995 до 2005 года деревня входила в состав ныне упразднённой Зареченской волости в качестве её административного центра. 
С 2006 до 2015 года входила в состав Вёскинской волости.